# Warenhaus Rudolph Karstadt (Stettin)
Das Warenkaufhaus Rudolph Karstadt ist ein nicht mehr existierendes Kaufhaus in Stettin. Das Kaufhaus befand sich in der heutigen Stefan-Wyszyński-Straße (Deutsch bis 1945: Breite Straße), in der Altstadt, im Stadtbezirk Śródmieście.

## Geschichte
Das erste Kaufhausgebäude von Karstadt in Stettin wurde zwischen 1912 und 1916 in der damaligen Breite Straße errichtet. Das Grundstück für seinen Bau wurde durch den Abriss von vier älteren Mietshäusern gewonnen. Das Kaufhaus bezog sich in seiner Form auf die Hamburger Filiale. Zwischen 1923 und 1924 wurden die an die rechte Giebelwand angrenzenden Mietshäuser Nr. 23 und 24 für den Bedarf an Gewerbeflächen adaptiert. Während des Zweiten Weltkriegs wurden die Gebäude bombardiert. Die Ruinen des größeren Gebäudes überlebten am längsten: bis Mitte der 1960er Jahre. Nach deren Abriss blieb das Grundstück bis 2002 unbebaut, bis das Büro- und Hotelgebäude „Atrium Katedra“ auf dem Grundstück errichtet wurde.

## Beschreibung
Das Kaufhaus bestand aus zwei Gebäuden. Das größere war ein zweistöckiges Gebäude mit einem Dachgeschoss. Es grenzte mit seiner linken Giebelwand an das Warenkaufhaus Aronheim & Cohn. Das kleinere war zweigeschossig mit einem Dachboden. Beide Gebäude hatten Schrägdächer mit Dachgauben.